# Марія Сніжна

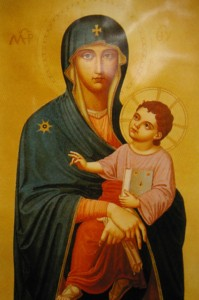
Марія Сніжна

«Марі́я Сні́жна»(італ. Madonna della Neve) — традиційне свято католицької церкви, присвячений Богородиці.

## Походження
Свято пов'язане з освяченням одного з чотирьох головних соборів Риму, присвяченого Пресвятій Діві Марії . Освячення відбулося в 432 році. «Сніжне диво» сталася 5 серпня 358 року. Папа Ліберій заклав на цьому полі церкву в ім'я Пресвятої Богородиці. У католицькій Європі існують храми Діви Марії Сніжної, куди 5 серпня здійснюються паломництва.
Згідно з переказами, в ніч з 3 на 4 серпня (за іншими даними в ніч на 5 серпня) 358 року Пресвята Богородиця з'явилася відразу трьом особам, які проживали в Римі. Цьому явищу передували гарячі молитви подружжя до Господа, щоб він дарував їм дитя. Довгий час подружжя були бездітними і здійснювали щедрі приношення для церкви, щоб Господь послав їм свою милість. І ось в нічному баченні Богородиця повідомила подружжю, що Господь пошле їм сина, якщо вони побудують церкву на пагорбі в її ім'я. А щоб вони не сумнівалися, буде дано знамення: вранці 5 серпня на тому місці, де повинна буде побудована церква, вони знайдуть сніг.

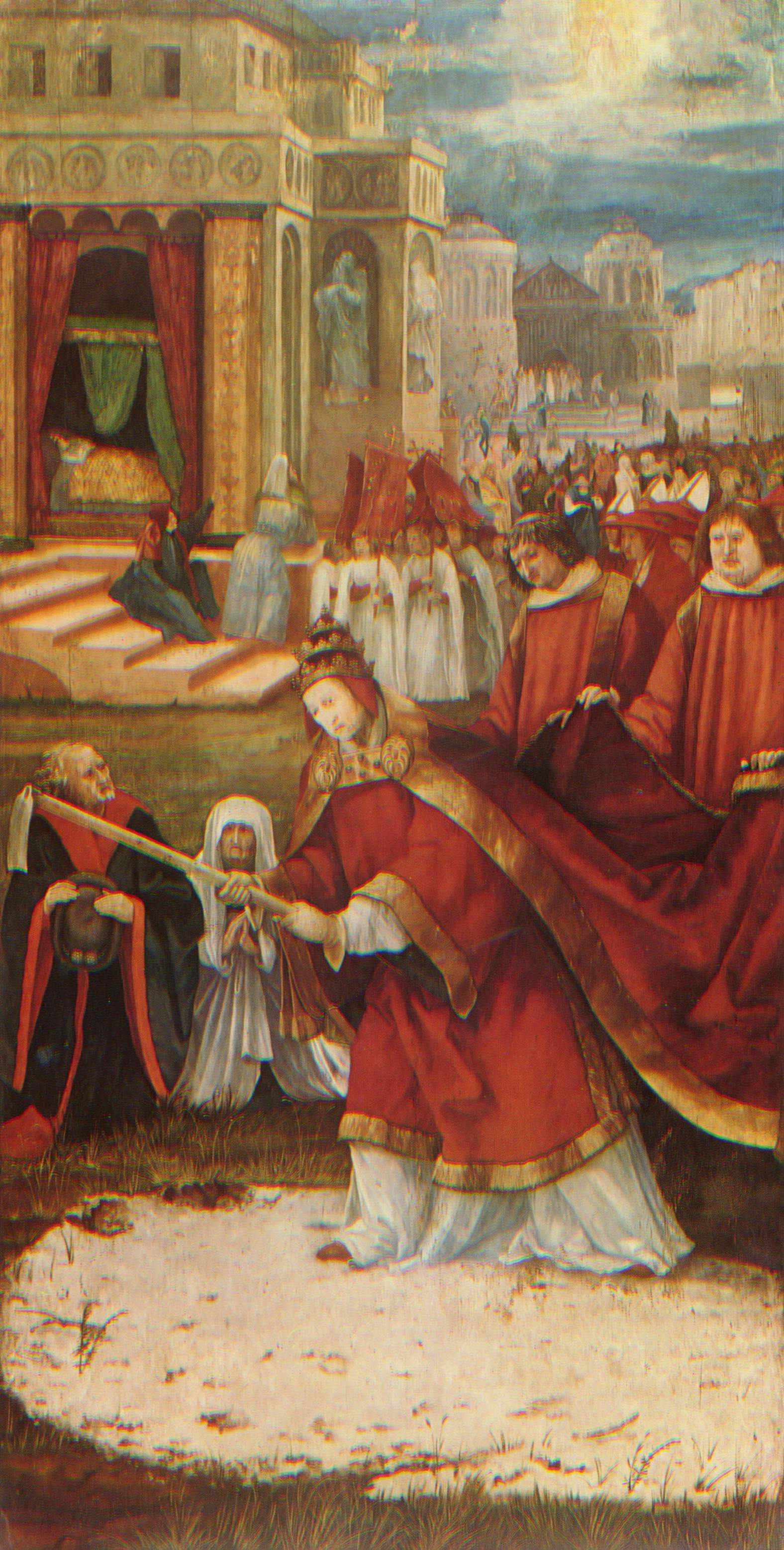
«Чудо снігу».

Вранці 5 серпня Папа римський разом зі священиками і церковнослужителями в супроводу патриція і його дружини вирушили на пагорб і до своєї радості побачили посеред поля чистий яскравий білий сніг. Це місце відразу ж було освячено, і тут почали зводити церкву в ім'я Діви Марії.
У соборі Санта-Марія-Маджоре одним з найшанованіших церковних святинь є ікона Богородиці, звана «Спасіння римського народу». Це головний Богородичний образ Риму. Ікона має східне походження і відноситься до іконографічному типу Одигітрія. Традиційно цю ікону пов'язують з чудом снігу і часто називають Мадонною снігу. З цієї ікони зроблено кілька під назвою «Ікона Діви Марії Сніжної». Крім того, існують скульптурні роботи «Діва Марія Сніжна» (Німеччина).

## Вулиці
Львів.